# Nikolai Nikolaevich Polikarpov
Nikolai Nikolaevich Polikarpov (em russo:  Никола́й Никола́евич Полика́рпов; vila de Giorgievsk (atualmente Kalinina), 8 de junho de 1892 – Moscou, 30 de julho de 1944) foi um engenheiro aeronáutico soviético, se consagrando como um dos melhores de sua época. Foi ele quem projetou os famosos caças I-5 I-15 "Chato", I-153 e I-16 "Mosca", além do bombardeiro leve R-5 "Rasante" e o avião multiuso Po-2. Contando-se todos os projetos de Polikarpov, ele pode ser, se não for, a pessoa que projetou aeronaves que sua produção somada ultrapassa a de qualquer outro projetista: I-5 (800 produzidos), I-15 (6500 produzidos), I-153 (3500 produzidos), I-16 (7000 produzidos, mais variante de treino de dois lugares: 1640), R-5 (7000 produzidos), Po-2 (40000 produzidos), que totaliza a incrível marca de mais de 66.000 aeronaves, isso sem contar projetos de menor importância.

## Trabalho
Tendo se graduado na Universidade Politécnica de São Petersburgo em 1916, trabalhou sob a supervisão de Igor Sikorsky, na fábrica Russo-Báltica até 1918, participou do projeto do Sikorsky Ilya Muromets.
A partir de 1918, passou a trabalhar na Fábrica Dux, onde chefiou o departamento técnico até 1923, tendo desenvolvido vários projetos marcantes.
Em Novembro de 1929, ele foi preso, acusado de sabotagem e sentenciado à morte.
Em Dezembro do mesmo ano ele foi alocado no OKB-39 e lá trabalhou até 1931, quando foi "anistiado", continuando a criar projetos de alta relevância e sucesso.
Depois disso, trabalhou com Pavel Sukhoi, no desenvolvimento dos modelos: I-16 em 1933 e I-15 em 1934. Continuou trabalhando em outros projetos até 1939, quando estabeleceu um escritório de projetos independente. Logo em seguida no entanto, ele recebeu ordens de viajar à Alemanha. Na sua ausência, por vários motivos, inclusive devido a influências políticas, esse escritório passou ao controle de Artem Mikoyan. Mais tarde, em 1953, ele se transformou no escritório de projetos Sukhoi.    
Polikarpov foi indicado como professor do Instituto de Aviação de Moscou em 1943. Ele faleceu em 30 de Julho de 1944 de câncer no estômago, e foi enterrado em Novodevichy.

## Principais projetos
- R-1 avião biplano de reconhecimento baseado no bombardeiro britânico Airco DH.9A
- R-2 avião biplano de reconhecimento baseado no R-1
- MR-1 versão com flutuadores do R-1 (hidroavião)
- PM-1 (P-2) avião biplano comercial
- PM-2 (PM-2) hidroavião[2]
- Po-2 "Mule" (U-2) biplano de uso geral
- I-1 (IL-400) protótipo de caça monoplano
- DI-1 (2I-N1) protótipo de caça biplano e biplace
- P-2 protótipo de treinador biplano
- I-3 caça biplano
- R-4 avião biplano de reconhecimento (desenvolvimento do R-1)
- DI-2 (D-2) caça biplano biplace
- TB-2 protótipo de bombardeiro biplano bimotor
- R-5 avião de reconhecimento biplano
- P-5 versão de transporte leve do R-5
- SSS bombardeiro leve desenvolvido a partir do R-5
- R-Z avião de ataque ao solo desenvolvido a partir do R-5
- PR-5 avião comercial desenvolvido a partir do R-5
- I-5 caça biplano
- I-6 caça biplano
- I-15 Chaika caça biplano
- I-16 caça
- I-15-2 ou I-152 (I-15bis) caça biplano
- I-15-3 ou I-153 Chaika caça biplano
- I-17 caça
- I-180 protótipo de caça
- I-185 protótipo de caça
- Ivanov avião de ataque ao solo
- VIT-1 avião de ataque bimotor
- VIT-2 desenvolvimento do VIT-1
- PR-12 avião comercial monoplano desenvolvido a partir do R-5
- SPB (D) bombardeiro de mergulho bimotor desenvolvido a partir do VIT
- I-190 protótipo de caça biplano desenvolvido a partir do I-153
- TIS (MA) protótipo de caça bimotor
- ITP (M) protótipo de caça
- NB (T) protótipo de bombardeiro médio
- BDP (S) planador de transporte
- MP versão motorizada do BDP
- Malyutka caça movido a foguete (abandonado incompleto devido a morte de Polikarpov)
- Limozin (D) avião de transporte leve (abandonado incompleto devido a morte de Polikarpov)
- I-200 (MiG-1) caça